# Pepper Keibu (chanson de Pink Lady)
Singles de Pink Lady
S.O.S
(1976)
Pepper Keibu (ペッパー警部, Peppā Keibu, "Inspecteur Pepper" ou "Inspecteur poivre") est le premier single du duo féminin japonais Pink Lady. Il sort le 25 août 1976 au Japon sur le label Victor, avec Kanpai Ojōsan en "face B", et atteint la 4e place du classement des ventes de l'Oricon, se vendant à plus d'un million d'exemplaires.
Les deux chansons du single sont écrites par Yū Aku et composées par Shunichi Tokura, et figureront sur le premier album homonyme du duo, Pepper Keibu. La chanson-titre sera reprise de nombreuses fois, notamment par Morning Musume en 2008 sur son single Pepper Keibu et son album Cover You en hommage au parolier.

## Liste des titres
- Face A : Pepper Keibu (ペッパー警部?) (3:13)
- Face B : Kanpai Ojōsan (乾杯お嬢さん?) (3:07)

## Reprises
- 1993 : par Yūji Oda dans le film Sotsugyō Ryokō: Nihon Kara Kimashita.
- 2001 : parodiée par Norika Fujiwara et Sayo Aizawa dans une publicité pour JAL.
- 2002 : par GO!GO!7188 sur l'album Tora no Ana.
- 2006 : par Saiyū Meimei en chinois pour une publicité.
- 2008 : par Mizrock sur l'album Ga-Ki hommage à Yū Aku.
- 2008 : par Morning Musume sur le single Pepper Keibu et l'album Cover You.
- 2009 : par Atsuko Kurusu et Tomomi Miyauchi sur l'album Bad Friends.
- 2011 : par DJ Sasa et Pink Beat Bop sur l'album Pink Reggae.